# 毒药的历史
毒药的历史可追溯到公元前4500年之前。自人类有史以来，毒药就用途广泛，通常是作为武器、解毒药或医疗药。毒药极大促进了医学、毒理学等其他学科分支的发展。
毒药在远古时就已经被人们发现了。原始部落与早期文明把它作为一种狩猎工具，来加速并确保猎物或敌人的死亡。毒药在这方面的使用不断完善，很多古代人开始锻造特制的武器，用以强化毒药药性，增强其威力。再后来，特别是在帝国时代的罗马，用毒药来进行暗杀已经极为普遍。早在公元前331年，就有在食物和饮料中下毒的记载，这种行为变得司空见惯。毒杀现象见于社会各个阶层，就连贵族也经常用毒药来对付政敌或生意上的对手。
在欧洲中世纪，下毒杀人变得愈发流行，虽然一些常见的毒药是用于疾病治疗的。随着毒药使用的增多，药店可以向公众出售各种药物。从此，原先用于治疗疾病的药品被某些人製成毒药。大约同一时期，世界其他地区的毒药使用也盛行起来。阿拉伯人成功研制了无嗅无味的砒霜，杀人于无形之中。此时，亚洲部分地区也出现了毒药盛行的情况。
过去的数百年中，毒药被用于阴险目的的情况不断增加。随着加工毒药的手段的不断翻新，解毒的方法也在不断进步，越来越多的新毒药研制出来，并应用在越来越多的谋杀案件中。目前，故意投毒的事件少了，但因日常用品所导致的意外中毒的频率却更高了。另外，由于毒药应用广泛，被普遍用于杀虫、消毒剂、洗涤剂或防腐剂等领域。毒药的最初用途——毒饵，在许多发展中国家的偏远地区仍然使用，尤其是非洲、南美洲和亚洲地区。

## 中世纪以前

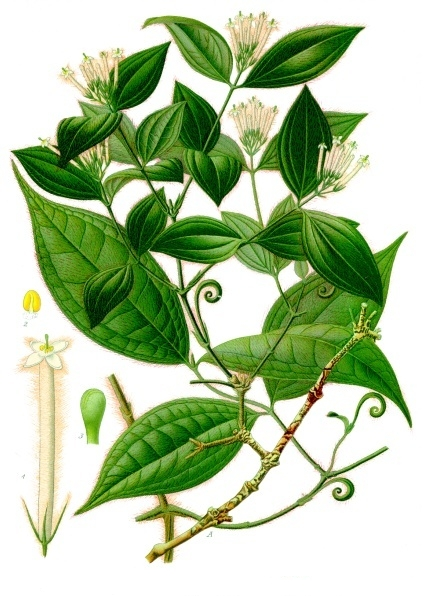
南美箭毒树（马钱子属马钱科），可用于提取飞镖和箭头剧毒的植被毒镖和毒箭

考古发现证明虽然原始人类使用着像斧子、棍棒以及后来的刀剑之类的常规武器，但是他们还是找到了能够更巧妙隐秘、更具有威力的置人于死地的方法——用毒。
在他们的捕猎武器和工具中发现了用来储存像筒箭毒碱之类毒药的槽，这表明早期人类已经发现了毒药的威力并应用在武器上。有一些人猜测，部落或氏族的重要和高层人员将这些新奇具有毒性的物质保存起来，并对它们的使用方法进行了保密，同时它们被看作是更大权力的象征。可能这也使“药人”或“巫医”这样的常规概念孕育而生。
随着毒药的危险性被发现，解毒药的研究也被迫发展起来。本都（安纳托利亚北部的希腊古国）国王米特里達梯六世（大约公元前114～63年）一直生活在被人用毒暗杀的恐惧中，他也成为了研究解毒方案的先驱者。为此他用尽了心思。在位期间，他用死刑犯来试毒，然后再寻找可能的解药。他甚至偏执到每天进食一定剂量的毒药使自己对尽可能多的毒药产生免疫。最后，他发现并命名了一种叫米特里達梯的万应解毒剂药方，这个药方是集合了几十种当时最著名的草本解药中的小部分而成。这个药方一直都是秘密，直到他的王国被格奈乌斯·庞培侵略，庞培将药方带回了罗马。在被庞培击败后，米特里達梯六世的解药处方和对各类药草的记录都被带回罗马并译成了拉丁文。
小普林尼描述了7,000多种毒药，其中有一种毒药的描述为：“在本都（黑海南岸古王国）的某地区发现的一种鸭子的血后来被用来制备名为米特里达特的解毒药。这种鸭子应该是靠一种能分泌毒素的有毒食物为生，它被喂食有毒植物却没有中毒，它的血液后来用于制作米特里達梯解药的制剂。”
印度外科医生闻妙定义了慢性中毒的各个阶段和慢性中毒的治疗方法。他也提到了传统抗毒物质和解毒剂的使用。

### 印度
古印度人使用涂毒的武器，古印度的战争策略兵法（战术）中也提到了投毒。一节梵语韵文说：“Jalam visravayet sarmavamavisravyam ca dusayet”（井裡的水被井水中掺了毒药，因此被污染了。）
利耶（约公元前350年～公元前283年，也称考提雅），是孔雀王朝旃陀罗一世（约公元前340年～公元前293年）的大学问家和丞相。考提雅提议采用例如色诱、秘密武器和投毒等手段对付政客来获取政治利益。他也敦促采取细致的手段来防止暗杀，比如说进食前先派人试毒以及详细说明侦测毒药的方法。另外，对于违反皇家法令的死刑犯经常使用毒药来执行死刑。

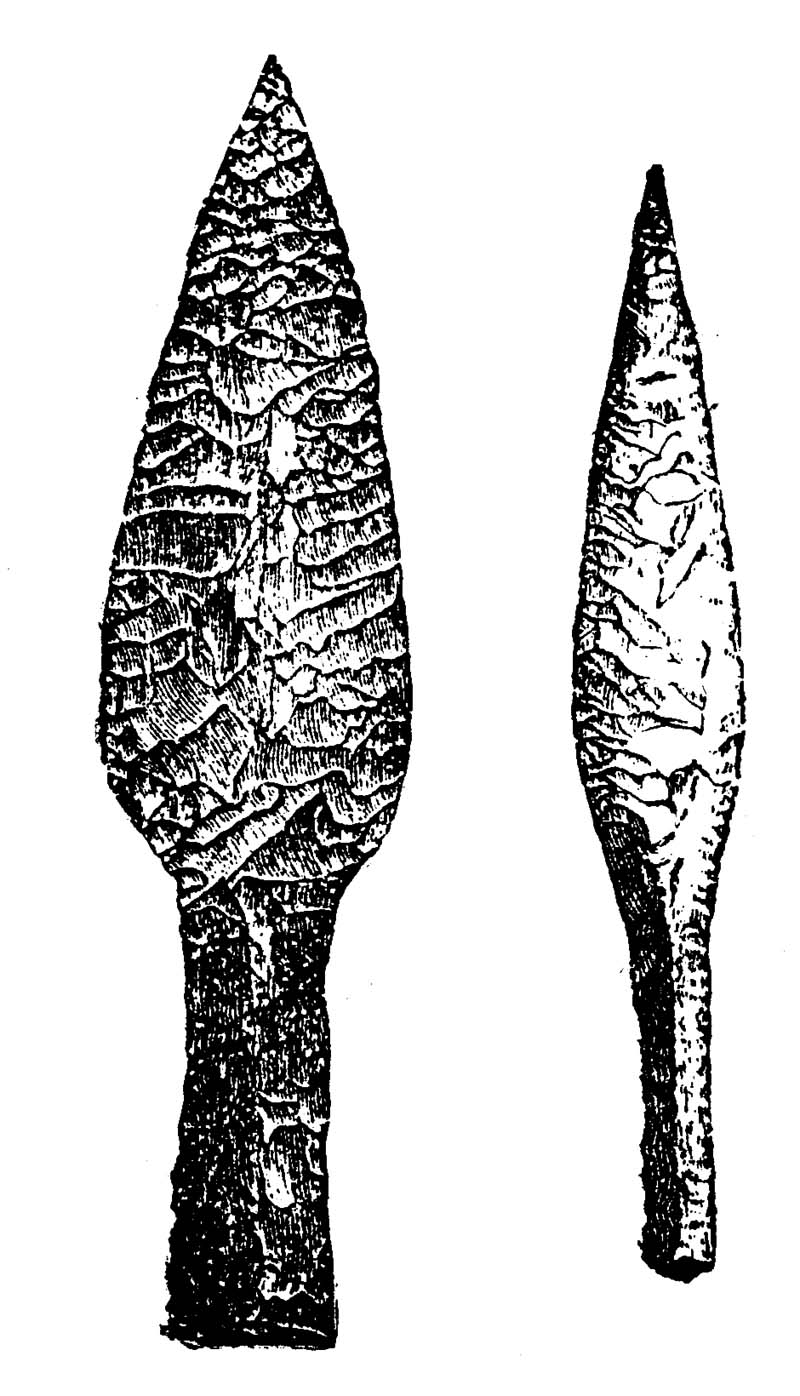
古时用于打猎的武器——燧石剑及燧石镖图

### 埃及
埃及与其他众多文明国家的不同之处在于：有关埃及毒药的知识及其使用的记录仅能追溯至大约公元前300年前。不过根据早期记载，人们认为美尼斯是最早被知研究有毒植物、动物以及昆虫毒液的特性的埃及法老。
在这之后，有关埃及托勒密王朝毒药知识的线索证据可追踪溯至古代炼金术士——艾格沙狄蒙的笔录著作（大约公元前100年前）。艾格沙狄蒙提及一种（未知的）矿物在与泡碱混合时就会生成一种“烈性毒药”。他描述这种毒药为“消失在水中且溶液清澈。”根据未知矿物及艾格沙狄蒙的其它记载著作间的联系，艾姆斯利推断那种“烈性毒药”是砒霜，未知的矿物必定是雄黄或雌黄。
埃及人同时也被认为其了解（其它）人们认为那时埃及人也了解了诸如锑、铜、粗砷、铅、鸦片及曼德拉草之类的物质及化学元素。这类秘密在纸莎草纸上有记录得以揭示。现在埃及人被认为是最早掌握正确蒸馏方法操作从桃核中提取毒物的民族。
最后，据说埃及艳后——克里奥佩特拉在听闻马克·安东尼的死亡后，让用角蝰毒蛇咬噬毒死了自己。据称在她死之前，曾让众多侍女当实验鼠来检验测试过不同毒药，其中包括颠茄、天仙子和毒汁马钱木的种子。

### 罗马

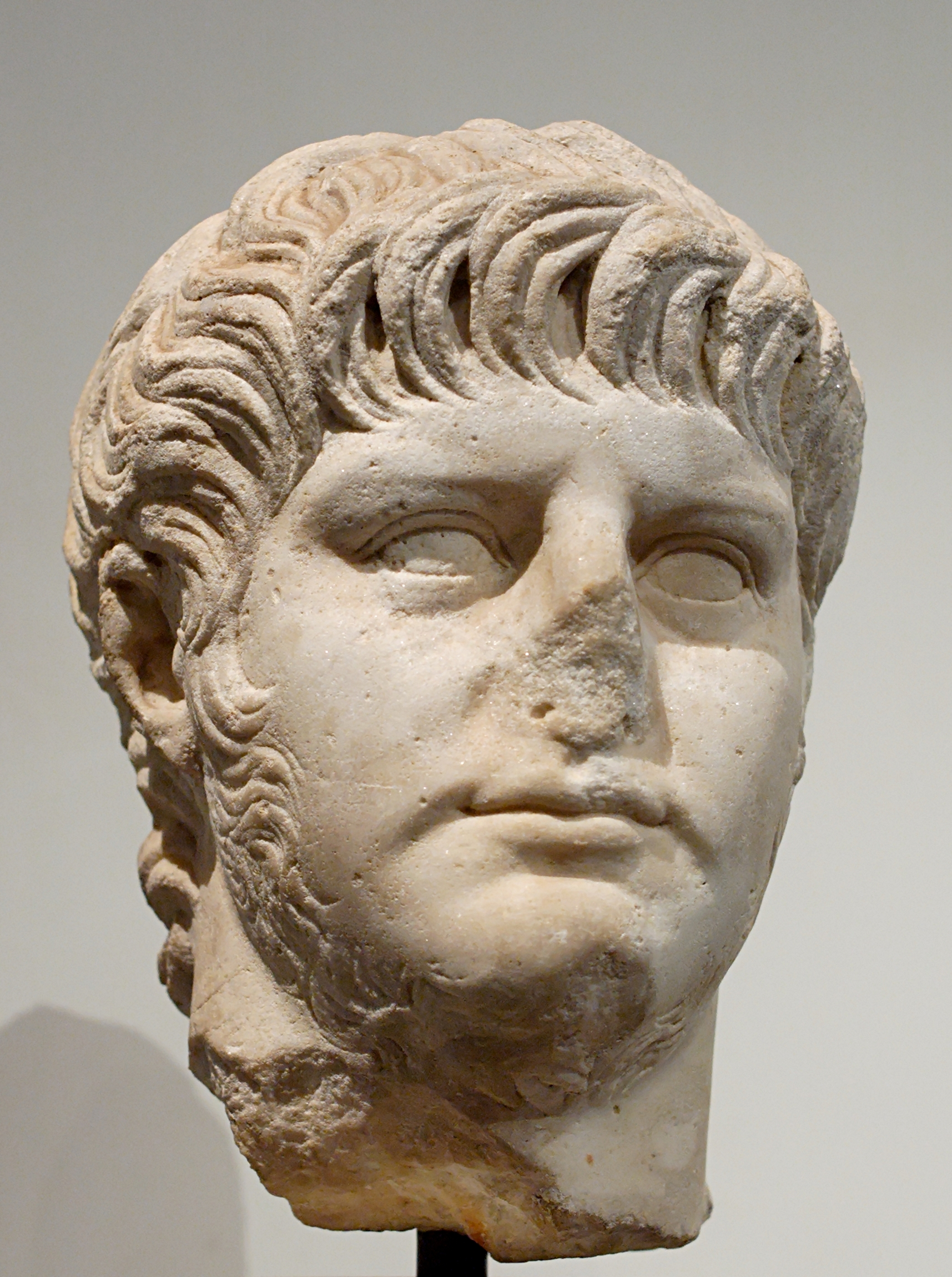
罗马帝王尼禄的半身像，他用氰化物对付毫无利用价值的家庭成员

对于在罗马时期发生在餐桌上或是平时吃喝时的下毒事件，人们常有听说，甚至习以为常。早在公元前331前年就发生过此类事件。在社会等级的各阶层中，这些下毒行为都是为了满足一己私欲。作家蒂托·李维描述过罗马上层阶级与贵族下毒。人们熟知罗马帝王尼禄喜爱对自己亲戚下毒，他甚至拥有雇佣私人投毒者。据说他最喜欢的毒药是氰化物。
据说，尼禄的前辈前任克劳狄乌斯不是使用毒蘑菇，就是使用有毒药草下毒。然而，有关于克劳狄乌斯死法死亡原因的记载解释大相径庭。他的试食员负责替克劳狄乌斯试毒的哈罗特斯、医生色诺芬，以及臭名昭著的投毒者洛庫斯塔都被指控可能是致命物的拥有者对克劳狄乌斯下毒的人，但他最后一任妻子小阿格里皮娜被认为最可能安排这起谋杀并甚至可能亲自下毒。有人称因晚餐食物中一剂毒药令他在良久的痛苦后死亡，然而另有人称他中毒后有所好转，只是因一根蘸过毒药的羽毛再次中毒。人们认为有人假装以助他呕吐为幌子，将蘸过毒药的羽毛伸进他的喉咙，或者是因为在有毒的稀粥或灌肠剂里被下毒而再次中毒。人们认为阿格里皮娜是凶手，因为她一心为儿子尼禄打算想让尼禄篡位，而克劳狄乌斯已经觉察到她的阴谋。

## 中世纪
之后，在中世纪的欧洲，当人们认识到毒药不仅可以用于魔法或巫术时，就开始有人出售和供应药水和毒药，这些人被称为药剂师。尽管人们现在了解了毒药可以药用，但人们买毒药并将其用作无意义及非法用途已经不是什么秘密了。在药店里工作的炼金术士还要面对极大的健康风险，因为他们总是与有毒物质接触。同时，在世界的其他地区，毒药技术取得了越来越大的进步。在阿拉伯国家，有人成功地使砒霜投入饮料中后保持透明、无臭、无味，这一方法也能使毒杀犯在至少1000年内无法被查出。
在乔叟的坎特伯雷故事集的一个节选中，讲了一个灭鼠者从药店买了毒药来摆脱老鼠成灾的情况。这个故事讲的大概是14世纪到15世纪之间的某个时段发生的事。
他无法再拖延，迈步向前
走进小镇，走向药剂师。

祈祷药剂师能卖给他一些毒药，他就可以消灭老鼠……

药剂师的回答是：“你会有一样东西，

因为它，我会向上帝祈祷让我免于堕落

在整个世界，没有一种能吃或喝的生物是这种蜜饯

但是就像一粒麦子的死去

他再也醒不过来了。

他肯定会死，用不了片刻。

此时你可能只迈出一步，但绝对不会超过一英里。

毒药的药效很强、很剧烈。
——坎特伯雷故事集——教会赎罪券推销人的故事。第565行到第581行。
上面的例子只是关于毒药的文学作品中的一部。毒药和药水是非常受欢迎的主题，尤其是在小说中，比如莎士比亚的著作。还有学术文章也讨论这个主题。但不论是小说还是非小说，它们大部分都是由修道士写的，他们的知识和智慧受到尊重，正因此如，大部分关于这一主题的发表著作都是他们创作的。
非小说著作的一个例子是《毒液之书》，它描述了当时已知毒药的作用和使用，这本书是教师桑德斯‧德‧阿多尼斯（Santes de Ardoynis）在1424年完成的。在这本书中，还推荐了特定毒药的最佳疗法。尽管如此，人们都认为这些事实著作可能都不向公众开放，而只在相关学者的圈子内用做学习和研究。

### 公众反应
公众无法获知事实真相，关于毒药的传言自然会遍布四野，而毒药的用途也令公众厌恶至极。这在一定程度上引起了英格兰和欧洲部分地区的猜疑。只要非常隐蔽地给予足够的剂量，“药力”就足以致死，这也进一步加重了猜疑——同时也提供了一种简单的杀人方式，它能使凶手以难以察觉、悄无声息的方式投毒而不被发现。可能正是这些猜疑，或是公众对毒药真相的需求传遍了大街小巷，为了缓解焦虑，人们开始探寻解毒的书籍，即使这些书完全是一派胡言。
当然，作为一种市场手段，狡诈的图书销售员会聚焦热点，并夸大风险，这样人们就会为了寻找虚假的安全感而购买他们的书。其他售货员如珠宝商会变出一种所谓的毒药护身符，而医生则热卖神药，从而在这一疑神疑鬼的时期大发横财。知晓奥秘的学者和科学家未向公众公布他们渴求的信息，公众也只能随意揣测了。

## 亚洲的帝国时代末期
撇开毒药在这一时期十分明显的负面影响不谈，大部分公众对毒药深恶痛疾的同时，能做成治疗药物的毒药也正不断地被发现。从出生在伊朗的波斯医生、哲学家和学者，拉齐斯（Rhazes）的著作《秘密中的秘密》——该书罗列了大量化合物，矿物和实验器具——中就可以找到一个例子。拉齐斯是把蒸馏酒精用作抗感染药物的第一人，也是提出将汞盐用作缓泻药的第一人。他发现了氯化汞的升华现象，由此制备而成的药膏可用来治疗被腊泽斯描述为“瘙痒”的症状，也就是今天所说的疥疮。这种方法被证明是有效的，因为汞有毒且能渗透皮肤从而祛除这一疾病。
在古印度，现今的拉贾斯坦邦地区在14和15世纪时正逢乱世之秋，那里的拉其普特人的心脏地带曾遭受侵略。当儿子、兄弟或丈夫在战争中必死无疑时，拉其普特的妇女们有着一种叫作乔哈尔（jauhar，字面上的意思为献出生命）的自杀习俗。属刹帝利种姓阶级的拉其普特人的这种习俗的目的是避免在落入侵略军手中后屈从于来犯之敌，惨遭被奴役，强奸或屠杀的命运。

## 文艺复兴时期
在文艺复兴时期，毒药的非法及应受谴责的使用达到了顶峰；可以说毒药已经成为刺客或杀手的必要工具。造成这些犯罪团伙毒药使用高峰的原因在某种程度上可能归咎于毒药制作原料的新发现。例如，意大利炼金术师在14世纪与15世纪时发现，将毒性物质混合后的汤剂可能比含有单一毒性物质的汤剂毒性更强，[20]同时其他毒药的新性能也被研究地更加透彻。一项研究学科从此诞生，今天我们把它称作毒物学。在社会上总是用作杀人的毒药在以前可是人人都惧怕的，哪怕是参加晚宴，都会担心吃到被主人或其中一位宾客施毒的食物或饮料。

### 波吉亚家族

非常受争议的教宗亚历山大六世，出生时也叫罗德理克‧博尔哈（Roderic Borja）

切薩雷·波吉亞是教宗亚历山大六世的儿子，可能是合理性方面最受争议的教宗，他利用权力帮助其五个儿子拥有了显赫的地位。他被人们认为是无情和充满敌意的人，人们非常惧怕并对他避而远之。波吉亚不仅仅作为非常有争议者的儿子而臭名昭著，他也因被人认为是施毒杀人狂而臭名远扬。在下面的引文中，阿波里奈向我们描述了他认为的用于处理受害者的一种“波吉亚配方”。
|  | 坎特雷拉（La Cantarella）。波吉亚（Borgias）连同砒霜一起使用的未知物是磷，这个秘密是被一个西班牙修道士泄漏给波吉亚。那个西班牙修道士也知道磷与砒霜的解药；被人发现了，因此他们全副武装。 |

在切薩雷‧波吉亚父亲死后，流言四起，很多关于其死因的说法也相应而生，尽管大多数都因教宗死于包括谋杀在内的一些可怕手段而告终，这些手段通常都是投毒。阿波里奈（Apollinaire）的观点是，教宗是被红酒毒死，这杯红酒本来在晚宴上是为另一人——红衣主教德‧科内托准备的。撒怒多（Sanuto）也持有类似观点，但不同点是毒物为一盒糖果，而非红酒。不论如何，只有少得可怜的人为教宗之死感到悲伤，在教宗惨无天日的统治之后，这也是意料之中的。史实证明教宗确实死于某种形式的投毒；当他的遗体展出时，已经腐烂得惨不忍睹。为减少猜疑，遗体只在夜间烛光下展出。
切薩雷‧波吉亚的去世也没有造成太多的悲伤，这也是他自己造就名声的后果。然而，他妹妹露克蕾琪亚（Lucrezia）却为这无恶不作的男人哀伤。露克蕾琪亚也被认作是坏人，但可能事实上，切薩雷的一系列罪行才是这一原因的罪魁祸首。

### 十人会（Council of Ten）
到了16世纪，毒药的使用已经可以算是一种艺术了，在意大利的一些城市（包括威尼斯和罗马），确有一些学校在教授下毒的方法及其衍生的“艺术”。早先在十五世纪，一个由炼金士和投毒者组成的协会成立，名叫十人会（Council of Ten）。这些崇尚毒杀的狂热信徒与向他们支付足够酬劳的人订立合约，并负责实施。通常，合约中指定要杀死的人最终都死于一剂未被检测出但却致命的毒药，毒药的类型则千变万化。

### Neopoliani Magioe Naturalis
Neopoliani Magioe Naturalis是1589年首次出版的读物，其中详细介绍了施毒艺术，以及运用毒药杀人的有效方法。依其所述，最有效的毒杀方法是在酒中下毒，这在当时非常流行。书中介绍的一种“高烈度混合剂”叫做Veninum Lupinum，它的组成成分包括乌头毒草，紫杉，生石灰，苦杏仁以及混合蜂蜜的玻璃粉。最终的成品是一枚约胡桃大小的药丸。

## 16世纪——18世纪
到了16世纪末，毒药的流行以及其艺术已由意大利转向了法国，在那里施毒犯罪变得越来越频繁。据估计，在1570年，仅巴黎就约有3万人曾涉及非法或不道德使用毒药。这在当时成了一种所谓“瘟疫”或者说“流行病”。这一“流行病”导致了极高的死亡人数，同时也极大地影响着与毒药无牵连的市民。很多人，尤其是贵族，极为害怕被下毒。他们只愿意出席最为信任的宴会，并且只雇佣经过精心挑选的佣人。名人或出身高贵的人当中，非常害怕被下毒的有英格兰的汉丽埃塔·安妮，以及亨利四世。英格兰的汉丽埃塔·安妮公主对于毒药极其警惕和警觉，以至于当她由于十二指肠溃疡引起的腹膜炎而备受折磨时，她立即设想自己是被下毒了。而亨利四世，据记载，当他造访卢浮宫时，他只吃自己煮的鸡蛋，只喝自己倒的水。后来，1662年，路易十四将毒药销售限制为只供药剂师购买，某些毒药禁止出售，除非是店主熟识信任的人。
然而，这一时期内很难找到可靠的炼金术士了。他们中的许多人都是骗子，愚弄主顾和一般公众，让大家相信水银（当时被认为是某种“核心”元素，其他所有物质都由其构成）可以被转化成上等金属。许多人在利用这种观点，而其他一些人，真诚地、以科学的名义试图由价值较低的以及较惰性的元素中提炼出金。这些炼金术士都被同样的目标所驱使，那就是想达到炼金圈内最为渴求的三个目标：点金石，即能将基本金属变成纯金；长生不老药，可无限延长人的寿命；最后，万能溶剂，一种可以溶解任何物质的溶剂。对这些目标的追求，明明是空想当时却被科学支持，以至于极大地阻碍了炼金科学的发展，因为这些目标最终都是不可能实现的。

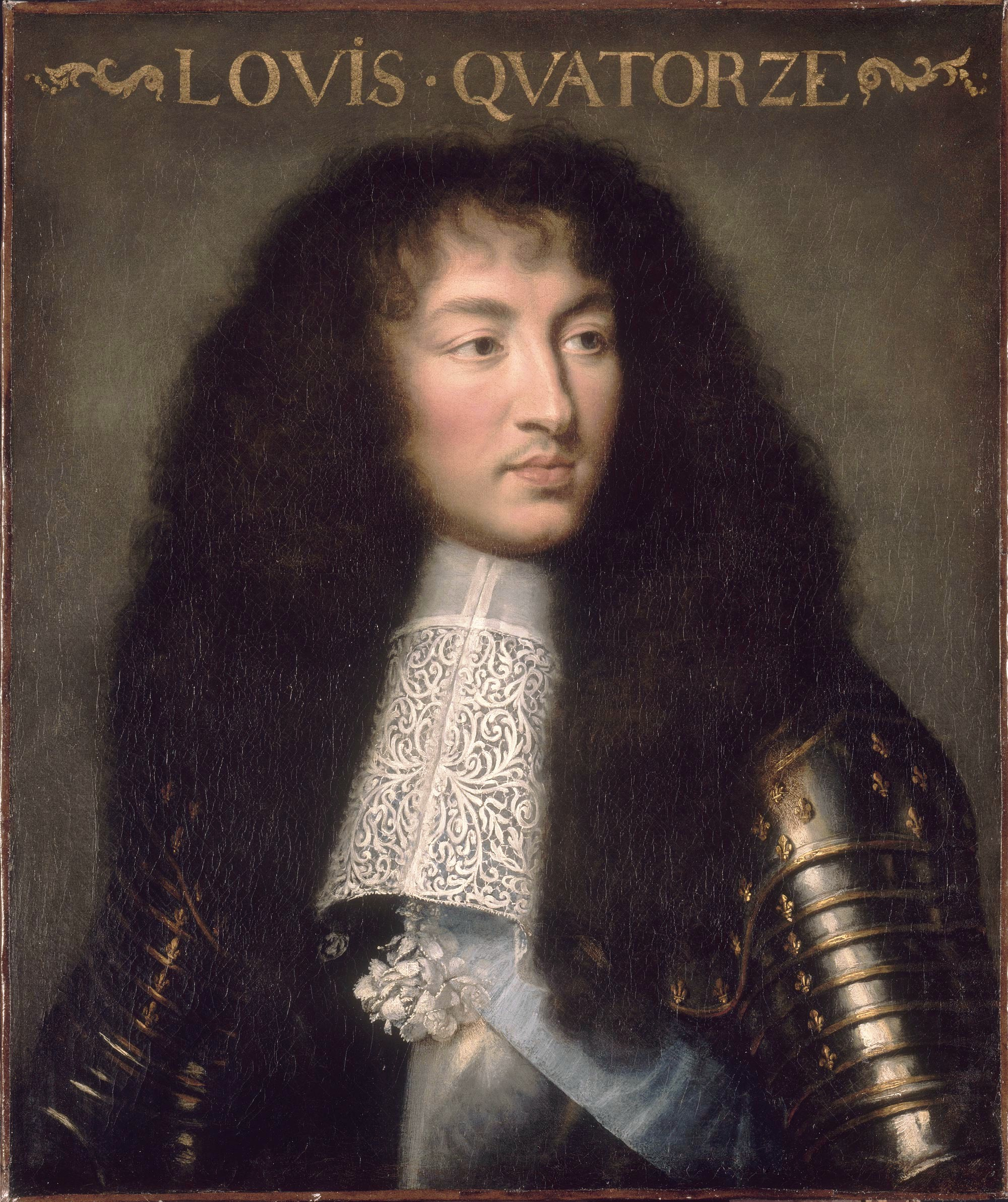
路易十四（Louis XIV）

### 火刑法庭
在颁布禁毒药令的同一时期，忏悔自己涉足毒药的人数极其之多，震惊了巴黎圣母院的教士们，他们决定告知国王毒药到底多泛滥。为应对这个问题，国王组建了一个被称为“火刑法庭”的机构调查投毒事件，而事件本身作为“毒药调查事件”为人们所熟知。
尽管调查人员受到国王本人的支持，他们还是没能抓住最猖獗最危险的下毒者，这些下毒者们大概都有很多内部关系可以帮他们规避惩罚。然而，在这个机构存续期间，大约442个罪犯遭到逮捕并处以极刑。与建立这个机构的初衷背道而驰的，或者说是这个机构的副作用，是它增强了人们对毒药本身极其使用方法的兴趣，更让人无法理解的是，许多人恰恰因为这个致力于减少投毒事件的机构而活跃于毒药界。

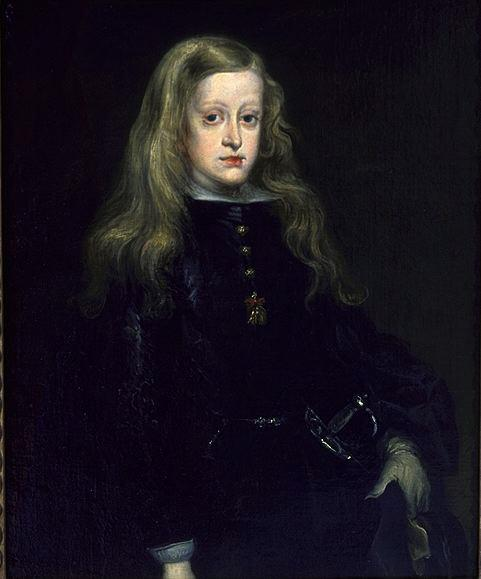
卡洛斯二世，西班牙（Carlos II, or Charles II, of Spain）

### 西班牙
当意大利和英格兰的罪犯首次将毒药用作谋杀或伤人的一种方式时，用毒也正好传遍了整个欧洲。西班牙几次对英国伊丽莎白女王各种方式的刺杀都以失败告终，并因此闻名。西班牙派出了一名犹太内科医生——罗格里格‧罗佩慈（Rodrigo Lopez）去刺杀女王。尽管伊丽莎白本人和罗伯特‧塞西尔（Robert Cecil）认为他没罪，此人还是最终获捕，被判处绞刑并剖屍裂肢。但这个罗佩慈医生被看作许多事情的源泉，像莎士比亚《威尼斯商人》中的人物就可能是以此为参考。在这起特殊事件之后，女王的食物都需要进行试毒，安全措施也进行了加强。她甚至以每周服用解药作为保障而家喻户晓。
而另一方面，西班牙国内也存在着用毒暗杀皇室的行为，一些人和团体意图刺杀国王。卡洛斯二世的妻子玛丽‧路易斯（Marie Louise）在1689年9月因中毒猝死就是一次成功的刺杀（可能也是欧洲为数不多的成功刺杀）。

## 20世纪
下毒杀人像传染病一样继续盛行于维多利亚时代，它仍被视为最简单便捷的杀人方法之一。然而在维多利亚时代情况有所变化，比如说，那时兴起的人寿保险业使下毒杀人成为一种“时髦”的犯罪，不少人会花大价钱雇人要买了人寿保险的亲戚的项上人头，从而获取大笔丰厚的保险金。但到了1900年代，预防中毒的技术越来越成熟有效，与之前几个世纪相比，下毒杀人要困难得多。预防中毒的技术不断进步，投毒者在下毒时就得更加干净俐落和计划周全。然而，尽管教育的普及使得更多人懂得如何使用毒药，聪明得能够熟练地设计出一场合乎逻辑的投毒谋杀案，在过去，也仅有极少数拥有足够毒药知识的人能策划一起成功的谋杀案。

### 旧时的毒药
旧时使用的毒药在20世纪也被使用。20世纪初，砒霜使用率很高，但在20世纪中期则非常流行使用氰化物毒药。在二战期间，被捕的抵抗组织特工使用氰化物自杀以避免惨遭敌方的酷刑。纳粹领导人赫尔曼格林（Herman Goering）在纽伦堡审判中被判处绞刑，但在执行绞刑的前一晚使用氰化物自杀。柏林被攻克前不久，阿道夫·希特勒在与其情妇爱娃·勃劳恩同归黄泉前也吞食了一粒氰化物胶囊，但是他是咬破了胶囊并朝自己的右太阳穴开了一枪自杀的。
不过，新种类的毒药的使用越来越频繁，已经超出现有毒理学的范围。这样的话，如果使用一种新型种类的未知的毒药去下毒，被害人的死亡就可能会被错误地认为是由某种罕见疾病而导致的。对于毒理学，研究毒药的其他学科来说是一种新的严峻的考验，毒理学家不得不努力地去研究犯罪分子所使用的他们之前未曾知晓的毒药，这样才不至于落后。

## 现代
| 毒药                           | 解药                             | 解药 |
| ------------------------------ | -------------------------------- | ---- |
| 扑热息痛（醋氨酚）             | 乙酰半胱酰胺                     |      |
| 凝血维生素、抗凝血剂等、灭鼠灵 | 凝血维生素、鱼精蛋白             |      |
| 麻醉毒品/类鸦片                | 纳洛酮                           |      |
| 铁（别的重金属）               | 去铁敏                           |      |
| 苯二氮                         | 甲吡唑                           |      |
| 乙二醇                         | 乙醇或甲吡唑                     |      |
| 甲醇                           | 乙醇或甲吡唑                     |      |
| 氰化物                         | 亚硝酸戊酯、亚硝酸钠和硫代硫酸钠 |      |

在20世纪晚期，越来越多的日用品被证明是有毒的。如今，中毒多见于由意外因素所导致的诱发性中毒和误食性中毒。这些情况更多的发生在孩子身上，在导致年轻人死亡的最常见原因中，中毒排在第四位。误食毒药在不到5岁的孩子中是最常见的。
不过，与20世纪的前半期和更早之前相比，医疗和急救设施的硬件都有很大的改善，并且解毒剂也更广泛的应用。许多毒药都已经研制出了解药，下表中列出了一些最常见毒药的解药。
然而，当下毒药作为一个致命的实体仍然存在，可能因为杀人手段的多样化和别的必需考虑的因素，下毒杀人已不再像以前那样流行。
最近一起中毒致死案件就是2006年，俄罗斯反对党人亚历山大利特维年科极可能死于致命的钋210放射物中毒，死因极为可疑。

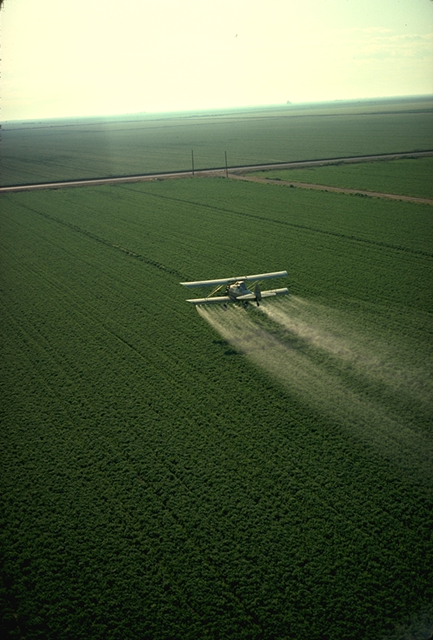
一架撒药机正在播撒杀虫剂

### 其他用途
如今，毒药较以前而言有着更为广泛的用途。例如，毒药可以用作防御害虫侵袭或者清除杂草。这样的化学制品，被称作杀虫剂，我们熟知在公元前2500年前杀虫剂就被用作某些用途。然而，从1950年起，杀虫剂的使用增势迅猛，令人咂舌。如今每年有250万吨杀虫剂用于工业方面。其他的毒药也可以用作保护粮食以及保护建筑材料。

### 毒药在发展中国家
如今，对于很多发展中国家像非洲的某些地区，南美以及亚洲的人们而言，使用毒药作为打猎以及进攻的实质性武器的情况依然存在。在非洲，某些箭头采用了花成分的毒药，一些毒药从尖药木中提炼而出。这种植物包含了乌本苷，是一种强心苷，夹竹桃以及乳草属植物。毒箭也用于阿萨姆邦，缅甸以及马来西亚的丛林地带。制造这些毒药的成分主要取自南阳箭毒树，马钱属和毒毛旋花子类植物以及见血封喉树（一种属于桑树和面包果树族的树），举例来说，这些成分在印尼的爪哇岛及周围岛屿被广泛使用。这些液体或液体提取物涂抹在箭头上，使敌人瘫痪，抽搐以及/或者心脏停搏，实际上这种攻击手段的效果取决于提取物影响受害者的速度。
除了植物毒药，也有一些从动物身上提取出的毒药。例如，在喀拉哈里沙漠北部生存的甲虫类昆虫的幼虫或蛹被用来制作一种延缓行动的毒药，在打猎的时候极为有用。通过挤压甲虫，甲虫本体也适用于箭头。植物的液体是混合的且可以当一种粘合剂来使用。然而，除了植物液体，从死的切除内脏的昆虫幼体中提取的粉末也可以用作粘合剂。